# 汀州
汀州（ていしゅう）は、中国にかつて存在した州。唐代から元初にかけて、現在の福建省西部に設置された。

## 概要
736年（開元24年）、唐により福州と撫州の山洞を開いて汀州が置かれた。742年（天宝元年）、汀州は臨汀郡と改称された。758年（乾元元年）、臨汀郡は汀州の称にもどされた。汀州は江南東道に属し、長汀・竜巌・寧化の3県を管轄した。
北宋のとき、汀州は福建路に属し、長汀・寧化・上杭・武平・清流の5県を管轄した。南宋のとき、蓮城県が加増された。
1278年（至元15年）、元により汀州は汀州路と改められた。汀州路は江浙等処行中書省に属し、録事司と長汀・寧化・上杭・武平・清流・蓮城の6県を管轄した。
1368年（洪武元年）、明により汀州路は汀州府と改められた。汀州府は福建省に属し、長汀・寧化・上杭・武平・清流・蓮城・帰化・永定の8県を管轄した。
清のとき、汀州府は福建省に属し、長汀・寧化・上杭・武平・清流・蓮城・帰化・永定の8県を管轄した。
1913年、中華民国により汀州府は廃止された。